# Primitiopsoidea
De Primitiopsoidea zijn een superfamilie van uitgestorven kreeftachtigen uit de klasse van de Ostracoda (mosselkreeftjes).

## Families
- Buregiidae Polenova, 1953 †
- Graviidae Polenova, 1952 †
- Pribylitidae Pokorný, 1958 †
- Primitiopsidae Schwartz, 1936 †